# Viele Kühe und ein schwarzes Schaf
Viele Kühe und ein schwarzes Schaf ist ein deutscher Fernsehfilm von Matthias Steurer aus dem Jahr 2020, der im Auftrag der ARD Degeto für Das Erste produziert wurde und im Rahmen der Reihe Endlich Freitag im Ersten am 17. Januar 2020 erstmals im TV ausgestrahlt wurde. In den Hauptrollen agieren Barbara Philipp, Matthias Brenner und Oliver Konietzny, in tragenden Rollen sind Mackie Heilmann, Sarah Hannemann, Katinka Auberger, Susanne Bredehöft und Volker Lechtenbrink zu sehen.

## Handlung
Das Ehepaar Beate und Henning Müller führt eine tierärztliche Gemeinschaftspraxis. Auch der Sohn des Paares, Martin Müller, hat Veterinärmedizin studiert und sich nach einem gescheiterten Versuch als Tierarzt der Forschung zugewandt, indem er ein Habilitationsstudium aufgenommen hat. Seine Schusseligkeit führt dazu, dass er die Frist für die Verlängerung dieses Studiums versäumt und dadurch auch seine Anstellung an der Hochschule verliert. In einem Gespräch mit seiner Freundin Tessa Vogt tut er die Situation gleichgültig ab, sodass Tessa meint, so ginge es nicht weiter und von Martin eine Auszeit mit einer räumlichen Trennung verlangt. 
Wieder einmal weiß Martin nicht weiter und steht sich selbst im Weg, er gesteht seiner Mutter bei deren Anruf jedoch nicht ein, was sich zugetragen hat, obwohl diese bereits von Tessa alles weiß. Beate beschließt daher, Martin mit einer Notlüge dazu zu bringen, in sein Elternhaus zurückzukehren. Sie verlangt von ihrem Mann, der sich eine leichte Quetschung am Arm zugezogen hat, so zu tun, als sei der Arm gebrochen, sodass man dringend Martins Hilfe benötige. Ihr Plan geht auf, mit zwiespältigen Gefühlen fährt Martin nach Hause und begleitet seinen Vater bei seinen Besuchen auf den Höfen der Bauern. Bei der Diagnose, ob eine Kuh trächtig ist, ist er unsicher, was den Bauern irritiert. Bei einer anderen Kuh, stellt er eine Diagnose, die sein Vater für nicht möglich hält. Henning Müller versucht trotzdem, seinen Sohn zu unterstützen, obwohl ihm das bei  Martins Gebaren zunehmend schwerer fällt. Es kommt zum Streit zwischen Vater und Sohn, woraufhin Martin wiederum flüchten will. Seine Mutter kann ihn jedoch überreden, erst einmal das Wochenende abzuwarten. Als Melanie Harmsen bei den Müllers vorbeischaut, ist auch das eine Idee von Martins dominanter Mutter, die findet, dass Melanie, die Tiermedizin studiert, gut zu ihrem Sohn passen würde, besser jedenfalls als Tessa.
Als Vater und Sohn gemeinsam unterwegs sind, weil Martins Diagnose wohl doch nicht so falsch war, gesteht er seinem Vater die Wahrheit über seinen verlorenen Job und seine Trennung von Tessa. Martin nun ebenfalls die Wahrheit über seinen nicht gebrochenen Arm zu sagen, scheitert jedoch am Veto seiner Frau. 
Als Tessa in Martins Abwesenheit vorbeikommt und vor Ort nur dessen Mutter antrifft, behauptet Beate, ihr Sohn wolle nicht mehr mit ihr reden und habe ihr erzählt, es sei wohl besser, wenn er Tessa ganz vergesse. Irritiert und enttäuscht verlässt Tessa das Anliegen, überreicht ihr jedoch zuvor einen Umschlag, der für Martin bestimmt ist. Weder erzählt Beate ihrem Sohn von Tessas Besuch, noch übergibt sie ihm den Briefumschlag. 
Martin hat inzwischen durch Zufall entdeckt, dass sein Vater gar keinen gebrochenen Arm hat und durchaus arbeiten kann und will sein Elternhaus wiederum verlassen. Sein Vater will das Spiel jedoch aus für Martin unerfindlichen Gründen weiterspielen. Als Martin auf seinen alten Lehrer Jürgen Ackermann trifft, macht dieser ihm unerwartet Mut und meint, er solle an sich glauben, er sei begabt und habe ein Forschergen, das sei eine Gabe. Kurz darauf erfährt Martin durch ein Telefonat mit Tessa, dass sie am Tag zuvor da war. Mit unterdrücktem Zorn in der Stimme verlangt er von seiner Mutter den Umschlag und wendet sich zum Gehen. Zuvor meint er noch, vielleicht sei er nicht so, wie seine Eltern ihn haben wollten, das sei schon okay, aber es sei sein Leben und ab sofort hätten sie sich nicht mehr einzumischen. Als er den Umschlag etwas später öffnet, findet er darin einen positiven Schwangerschaftstest. Das Wissen, bald ein Kind zu haben, setzt ungeahnte Kräfte in Martin frei.
Beate entschuldigt sich bei Tessa für ihr Benehmen. Sie ist fest entschlossen für einen gewissen Zeitraum Aufbauarbeit in Afrika zu leisten, was ihr schon immer ein Bedürfnis war. Dass ihr Mann eine Affäre mit der Bäuerin Annika Kruse hatte, macht ihr diesen Entschluss um so leichter. Auf seinem Weg mit Tessa nach Kiel, wo es um eine Anstellung für beide geht, fährt Martin noch bei seinem Vater vorbei und lässt ihn wissen, dass er bald Opa werde.

## Produktion

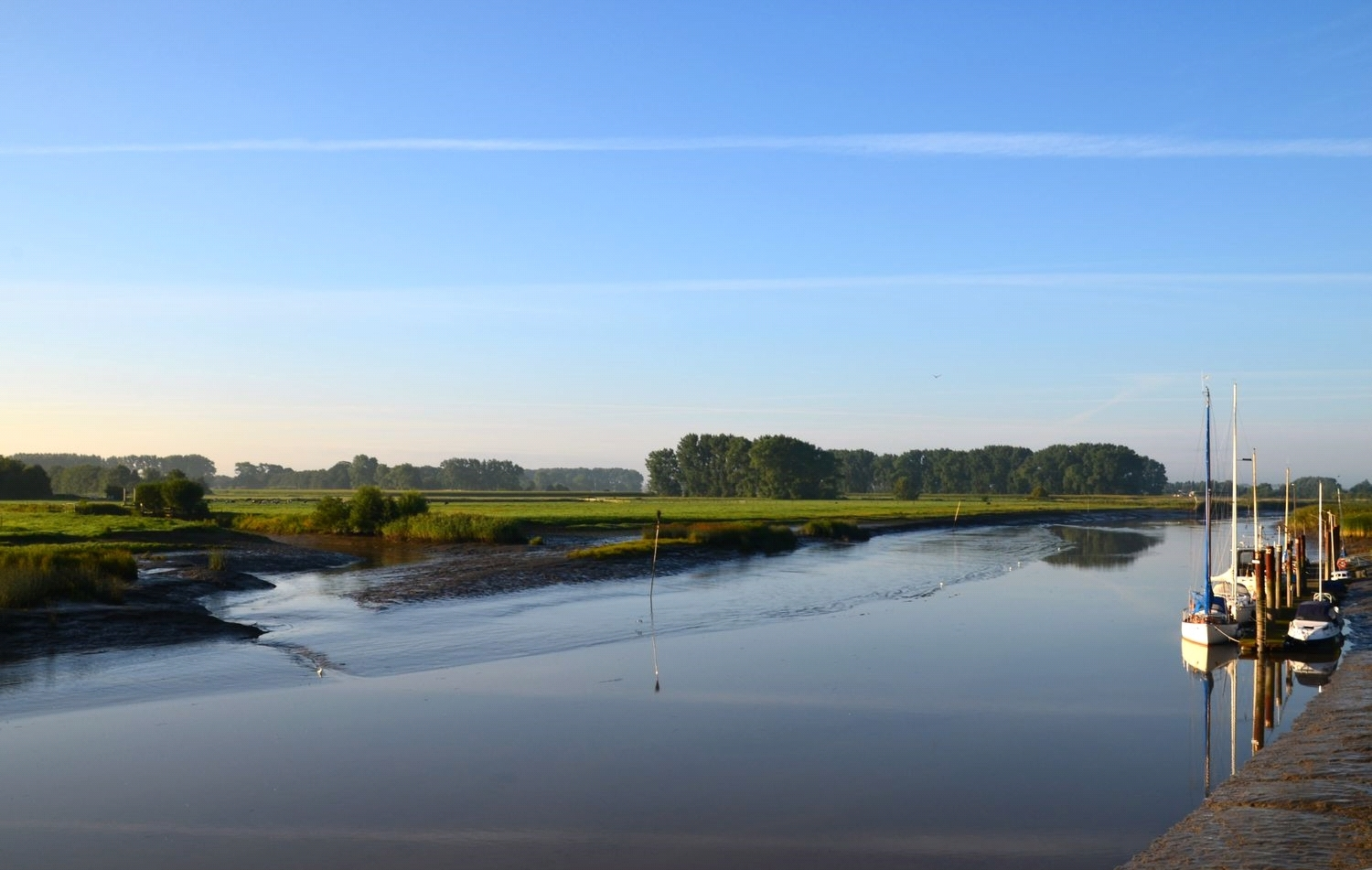
Ausblick am Bootsanleger in Wischhafen, einem der Drehorte des Films

Viele Kühe und ein schwarzes Schaf wurde unter dem Arbeitstitel Der Doktor und der liebe Sohn vom 25. September bis zum 26. Oktober 2018 in der Elbmarsch in Wischhafen, Hamburg und Umgebung gedreht. Für den Film zeichnete die Krebs & Krappen Film GmbH verantwortlich. Die Redaktion lag bei Katja Kirchen und Stefan Kruppa, die Produktionsleitung bei Mathias Mann und Sandra Moll (ARD Degeto).

## Rezeption

### Erstausstrahlung, Einschaltquote
Der Film konnte bei seiner Erstausstrahlung am 17. Januar 2020 zur Hauptsendezeit 5,05 Mio. Zuschauer verbuchen bei einem Marktanteil von 16,4 Prozent.

### Kritik
Cinema konnte dem Film nicht viel abgewinnen und schrieb: „So unoriginell der Titel, so uninspiriert die ganze Geschichte: Holprig wie auf der Kuhweide geht es dahin, der Humor ist flach. Wenn man was Gutes finden will: die Schauspieler kommen sympathisch rüber. Das war’s aber dann auch.“ Fazit: „Familien-Dramedy: Viel Mist im Kuhstall.“
Rainer Tittelbach von tittelbach.tv gab dem Film vier von sechs möglichen Sternen und führte aus: „Barbara Philipp, Matthias Brenner und Oliver Konietzny zeigen, dass es nicht großer Namen bedarf, um eine kleine, sympathische Geschichte zu erzählen, die einige überraschende, dramaturgisch und psychologisch stimmige Wendungen nimmt und bei der ein Happy End Pflicht ist. An diesem solide inszenierten Film gefällt besonders, wie er das im Unterhaltungsfilm so beliebte Helfersyndrom reflektiert und gegen den Strich bürstet.“ Zur Leistung von Barbara Philipp schrieb Tittelbach, eine Schauspielerin mit ihrer „Klasse“ vermittle, „in kleinen Gesten und ihrem wunderbaren Augenspiel“, etwas „von ihrer inneren Anspannung“. Auch Matthias Brenner und Oliver Konietzny ständen „ihrer bekannteren Kollegin in nichts nach“. Alle drei Figuren seien „gleichberechtigt“ und würden „gleichermaßen psychologisch ausgelotet“. Auch hinter dem „unsinnigen Filmtitel“ stecke die Strategie der Degeto: „Das Freitag-Stammpublikum soll mit einem ländlichen, von außen betrachtet belanglosen Familien-Scenario abgeholt werden, während man beim Wie der Erzählung (Konzentration auf das Familiendreieck, psychologische Subtexte) auf mehr Anspruch zielt und damit wohl hofft, auch bei einem anspruchsvolleren Publikum zu punkten. Zur Geschichte passt es auch gut, dass man nicht auf bekannte Namen setzt.“
Tilmann P. Gangloff befasste sich für evangelisch.de mit dem Film und meinte, dass „die Komödie dennoch mehr als nur ein netter Zeitvertreib“ sei, habe der Film „nicht zuletzt den guten Hauptdarstellern zu verdanken. Brenner und Philipp, beide am ehesten durch ihre ‚Tatort‘-Rollen bekannt […]“ seien „ohnehin sehenswert“. Das gelte „auch für Oliver Konietzny, der schon in dem NDR-Debüt ‚Plötzlich Türke‘ (2016) sehr positiv aufgefallen“ sei. „Sarah Hannemann, schon allein aufgrund ihrer wilden roten Lockenpracht eine auffällige Erscheinung, strahl[e] eine große Präsenz aus; ihre erste Hauptrolle“ sei „mehr als überfällig“. Als Gast sei „zudem Volker Lechtenbrink als Martins alter Bio-Lehrer zu sehen, der dem jungen Mann schließlich [helfe], seinen eigenen Weg zu finden“.